# Люилье, Симон
Симо́н Антуа́н Жан Люилье́ (фр. Simon Antoine Jean L'Huilier, иногда L’Huillier, 24 апреля 1750, Женева — 28 марта 1840, там же) — швейцарский математик. Известен своими работами по анализу и (тогда ещё не сформировавшейся) топологии.
Член ряда академий наук, включая Лондонское королевское общество (1791), а также Петербургскую академию наук (1782).

## Биография

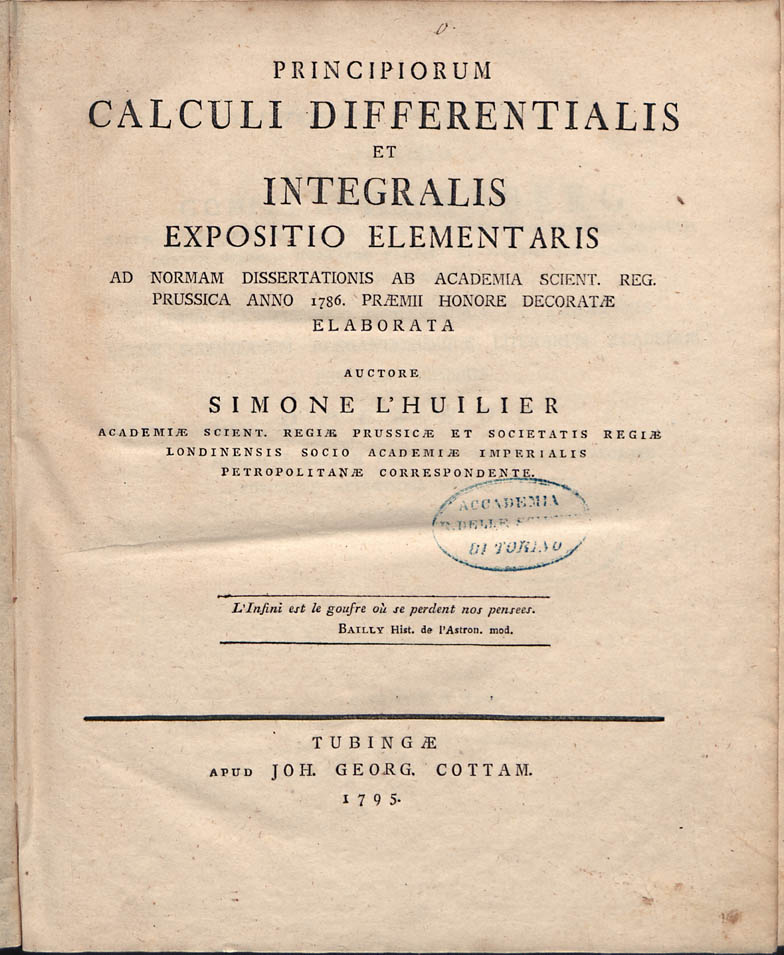
Principiorum calculi differentialis et integralis expositio elementaris, 1795

Родился в семье французского гугенота-ювелира, вынужденного покинуть родину из-за религиозных преследований. В 1691 году семья поселилась в Женеве. Симон показал блестящие успехи ещё в школе и продолжил изучение математики в Академии Кальвина под руководством Луи Бертрана. По окончании Академии Люилье два года занимался частными уроками, затем (1775) выиграл конкурс на право написать учебник математики для Военной академии Варшавы. Учебник получил высокую оценку польского министра образования, и Люилье был приглашён на пост преподавателя в польский город Пулавы. Там он провёл 11 лет (1777—1788). Затем он преподавал в Тюбингене, а в 1795 году вернулся в родную Женеву и работал там профессором Женевского университета вплоть до отставки в 1823 году. Был избран ректором Женевской академии
В год приезда в Швейцарию (1795) Люилье женился на Мари Картье (Marie Cartier), у них родились сын и дочь.

## Научная деятельность
В мемуаре «Mémoire sur la polyèdrométrie» (1812) Люилье дал обобщение Эйлеровой характеристики для многогранников со сквозными отверстиями. В наши дни эта работа рассматривается как важный топологический результат. Много внимания уделял сферической геометрии и тригонометрии, установив ряд теорем, аналогичных теоремам планиметрии.
В книге «Полигонометрия» (1789) Люилье обобщил тригонометрические соотношения для треугольников, дав их аналоги для произвольных многоугольников, включая пространственные. В работах на эту тему Люилье привёл основную теорему полигонометрии: площадь каждой грани многогранника равна сумме произведений площадей остальных граней на косинусы углов, образуемых ими с первой гранью.
Серьёзный вклад внёс Люилье в актуальную тогда проблему обоснования анализа, вызывавшую бесконечные споры о том, что понимать под «бесконечно малыми». В 1784 году Берлинская академия наук по инициативе Лагранжа объявила конкурс, в формулировке условий которого признавалось, что понятие «бесконечно малой» противоречиво, и предлагалось разъяснить, по какой причине это противоречивое понятие помогло получить множество истинных и плодотворных результатов. На конкурс была представлена 21 работа, победил и был премирован мемуар Люилье под названием «Элементарное изложение начал высших исчислений» (фр. Exposition élémentaire des calculs des principes supérieurs). В этой работе Люилье по существу даёт предварительный набросок фундаментального подхода, позднее реализованного Коши: обоснование анализа с помощью строго построенной теории пределов. Здесь же Люилье впервые предлагает и использует символ предела lim, быстро ставший общеупотребительным.
В 1795 году Люилье выпустил дополненное латинское издание своего мемуара по основаниям анализа. Хотя обоснование, данное Люилье, было ещё чрезвычайно ограниченным и не содержало полной теории пределов, это был важный шаг в правильном направлении.
Люилье написал также несколько учебных пособий по разным разделам математики, пользовавшихся большим успехом.